# Resursa Obywatelska w Warszawie

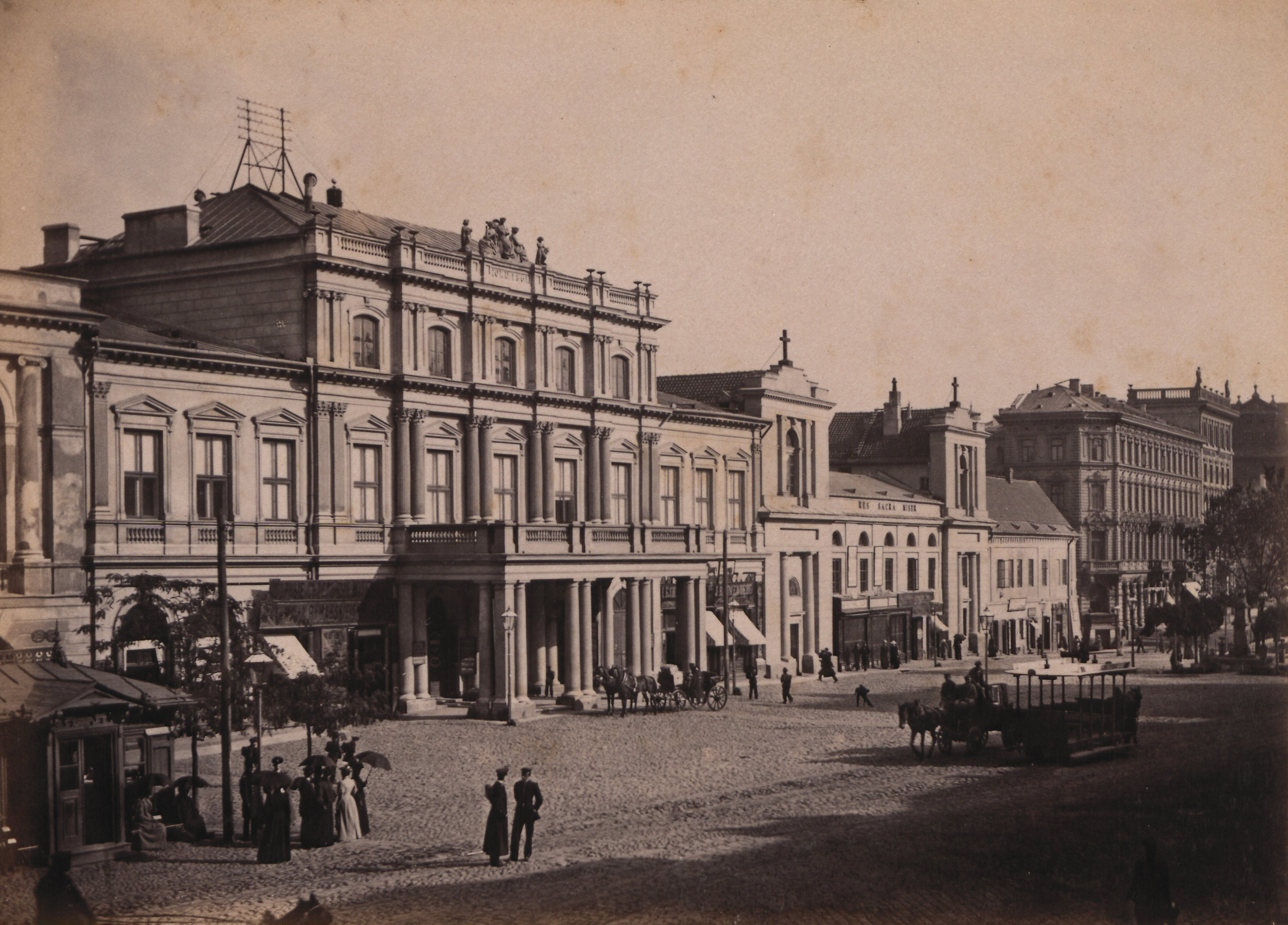
Resursa Obywatelska pod koniec XIX wieku

Resursa Obywatelska w Warszawie – budynek znajdujący się przy ulicy Krakowskie Przedmieście 64 w Warszawie, zaprojektowany przez Edwarda Cichockiego i wybudowany przez Leona Karasińskiego w latach 1860–1861. 
W latach 1861–1939 siedziba Warszawskiej Resursy Kupieckiej. 

## Historia
W XVI i XVII wieku posesja była własnością Aleksandra Lubomirskiego. Między 1740 i 1743? rokiem – gdy posesja była własnością Antoniny Zamoyskiej – postawiono tu pierwsze zabudowania frontowe, przekazane w użytkowanie bernardynom.
Autorstwo projektu zbudowanego tu wtedy pałacu przypisywane jest Józefowi Fontanie. Od 1754 roku pałac przeszedł na własność biskupa Andrzeja Stanisława Załuskiego. Po kolejnych, wielokrotnych zmianach właścicieli i braku modernizacji, budynek utracił cechy reprezentacyjne i stał się kamienicą czynszową. W 2. połowie XVIII wieku pałac należał do Ludwiki z Poniatowskich Zamoyskiej. W latach 1801–1805 był wynajmowany emigracyjnemu królowi Francji Ludwikowi XVIII.
W 1860 roku nieruchomość przeszła na własność Towarzystwa Nowej Resursy (czyli istniejącego od 1820 roku stowarzyszenia kupców i małych przedsiębiorców), które wyburzyło stary pałac i rozpisało konkurs na projekt nowego budynku. W latach 1860–1861 zrealizowano budynek na podstawie syntezy zwycięskiego projektu Edwarda Cichockiego (głównie fasada) i projektu Leona Karasińskiego (głównie wnętrza), który zajął II miejsce. Na parterze mieściły się sklepy, pozostała część budynku była przeznaczona na cele reprezentacyjne – odbywały się tu bale, koncerty, zjazdy, wystawy i uroczystości resursy.
Nowo zbudowany gmach należał do najwcześniejszych w stolicy budynków reprezentujących styl eklektyczny, łącząc cechy neorenesansu, neobaroku i neoklasycyzmu.
W czasie bitwy warszawskiej w sierpniu 1920 roku w budynku mieściła się siedziba Wojskowego Gubernatorstwa Warszawy.
Budynek został spalony we wrześniu 1939. Został odbudowany w latach 1948–1950 według projektu i pod kierunkiem Michała Ptic-Borkowskiego. Po odbudowie, w czerwcu 1952 stał się Domem Wczasów Wiejskich Funduszu Wczasów Pracowniczych, w którym w luksusowych warunkach spędzali wczasy pracownicy rolnictwa.
W 1965 budynek został wpisany do rejestru zabytków.
W budynku mieści się siedziba Stowarzyszenia „Wspólnota Polska”, Press Clubu Polska oraz Polskiej Izby Turystyki. 
W 2020 roku na budynku odsłonięto tablicę upamiętniającą działalność Wojskowego Gubernatorstwa Warszawy oraz gen. Franciszka Latinika, Wojskowego Gubernatora Warszawy.